# STP-2
STP-2 (англ. Space Test Program-2) — объединённая миссия запуска 24 космических аппаратов с помощью ракеты-носителя Falcon Heavy, в рамках программы космических исследований Министерства Обороны США.
Полезной нагрузкой запуска являются экспериментальное оборудование исследовательских лабораторий Армии США, 4 эксперимента для NASA, 6 метеорологических спутников для NOAA, исследовательские проекты университетов США. Управление миссией выполняет Центр космических и ракетных систем ВВС США.
Запуск состоялся 25 июня 2019 года в 06:30 UTC со стартового комплекса LC-39A в Космическом центре Кеннеди.
В рамках своего третьего запуска ракета-носитель Falcon Heavy компании SpaceX выполнила сложную полётную программу, включающую 4 запуска двигателя второй ступени для вывода спутников на 3 разные орбиты; общее время миссии превысило 6 часов.

## История
Контракт был подписан в декабре 2012 года и предполагал запуск двух основных аппаратов для ВВС США и множества второстепенных спутников на разные орбиты, в рамках программы сертификации Falcon Heavy для более важных правительственных оборонных заказов. Первоначально запуск был запланирован на 2015 год, но неоднократно откладывался в ожидании завершения разработки ракеты-носителя.
В марте 2019 года стало известно, что ВВС США согласились на повторное применение для миссии боковых ускорителей, запланированных для использования при втором запуске ракеты-носителя, с целью оценки процесса повторного использования оборудования для допуска многоразовых ракет к критическим оборонным заказам.
11 апреля 2019 года боковые ускорители B1052 и B1053 успешно приземлились на площадки Посадочной зоны 1 и 2 на мысе Канаверал, после запуска коммуникационного спутника Arabsat 6A.
25 июня 2019 года, через несколько часов после завершения миссии, Центр космических и ракетных систем ВВС США подтвердил, что все спутники находятся на расчётных орбитах и передают сигналы на Землю.

## Полезная нагрузка
Общая масса полезной нагрузки (24 космических аппарата и адаптеры для их размещения под обтекателей) составляет 3700 кг.
- DSX — разработанный Исследовательской лабораторией ВВС США[англ.] 700-килограммовый космический аппарат, включающий 3 эксперимента, размещённые на кольце адаптера для второстепенной полезной нагрузки ESPA[англ.]. Адаптер имеет общую для всего исследовательского оборудования авионику и будет отделён от второй ступени на орбите 6000 × 12 000 км, наклонением 42°, где будут проводиться измерения параметров радиационной среды и других характеристик космического пространства, оказывающих влияние на космические аппараты на средней околоземной орбите[7][8].
- COSMIC-2 (Constellation Observing System for Meteorology, Ionosphere and Climate), также известный как FORMOSAT-7 — совместный проект Национального управления океанических и атмосферных исследований США (NOAA) и Национальной космической организации Тайваня (NSPO), состоящий из 6 метеорологических спутников, расположенных на орбите 720 × 720 км, наклонением 24°. Масса каждого спутника — 278 кг[9].

- GPIM (Green Propellant Infusion Mission) — проект NASA для демонстрации инновационного, малотоксичного ракетного топлива (известного как AF-M315E) для маневрирования в космосе, более экологически чистого и безопасного, чем традиционный гидразин[10].
- Oculus-ASR — 70-килограммовый космический аппарат, созданный студенческой организацией Мичиганского технологического университета, предназначенный для отработки техники определения с Земли позиции космического аппарата на орбите при помощи расположенных на нём панелей с высокой отражательной способностью[11].
- PROX-1 — 71-килограммовый микроспутник, разработанный студентами Технологического института Джорджии. После отстыковки от второй ступени ракеты-носителя, он выпустит 5-килограммовый наноспутник LightSail B компании The Planetary Society, который должен продемонстрировать технологию солнечного паруса для перемещения в космическом пространстве[12].
- OTB (Orbital Test Bed) — 138-килограммовая орбитальная платформа производства General Atomics Electromagnetic Systems для размещения нескольких экспериментов[7]. Среди них оборудование проекта NASA, Deep Space Atomic Clock (DSAC) — сверхточные, ртуть-ионные атомные часы[13]. Так же на платформе будет размещён контейнер с кремированными останками 152 людей[7].
- NPSAT-1 — 86-килограммовая орбитальная платформа, несущая 2 исследовательских инструмента для Военно-морской исследовательской лаборатории США[7][14].
- Наноспутники:

| Название            | Оператор                                                   | Формат       | Масса      |
| ------------------- | ---------------------------------------------------------- | ------------ | ---------- |
| ARMADILLO           | Техасский университет                                      | 3U CubeSat   | 4 кг       |
| FalconSat-7 (DOTSI) | Военно-воздушная академия США                              | 3U CubeSat   | 5 кг       |
| E-TBEx A, B         | SRI International                                          | 3U CubeSat   | 2 × 4 кг   |
| Prometheus 2.5      | Лос-Аламосская национальная лаборатория                    | 1,5U CubeSat | 2 кг       |
| PSat-2              | Военно-морская академия США                                | 1,5U CubeSat | 2 кг       |
| BRICSat-2           | Военно-морская академия США                                | 1,5U CubeSat | 1 кг       |
| TEPCE 1, 2          | Военно-морская исследовательская лаборатория США           | 1,5U CubeSat | 2 × 1,5 кг |
| CP 9 (LEO)          | Калифорнийский политехнический государственный университет | 2U CubeSat   | 2 кг       |
| StangSat            | Средняя школа острова Мерритт                              | 1U CubeSat   | 1 кг       |

## Схема полёта
Через 2,5 минуты после старта ракеты-носителя боковые ускорители отключили свои двигатели и отделись от центрального блока первой ступени, после чего успешно вернулись на посадочные площадки на мысе Канаверал в 15 км от стартовой площадки. 
Через 3,5 минуты после старта центральный блок отделился от второй ступени, посадка на платформе «Of Course I Still Love You», расположенной в 1240 км от места запуска была неуспешной. Ступень промахнулась мимо платформы из-за сбоя в системе контроля вектора тяги центрального двигателя, вызванного высокой температурой при вхождении в атмосферу. Это была рекордная дальность размещения плавающей платформы для посадки ступени. Официальные представители SpaceX указывали, что эта посадка будет наиболее трудной, Илоном Маском вероятность успешной посадки оценивалась в 50%.
Вторая ступень выполнила первое включение двигателя сразу после отстыковки от центрального блока первой ступени. Спустя 5 минут работы двигатель был отключён и на орбите с параметрами 300 × 860 км, наклонением 28,5° были выпущены микроспутник Oculus-ASR и 11 кубсатов.
Через 72 минуты после старта ракеты второе, 21-секундное включение двигателя ступени вывело её на круговую орбиту высотой 720 км, наклонением 24°, где были выпущены 6 метеоспутников COSMIC-2, микроспутники OTB, GPIM, NPSAT-1 и PROX-1.
На 127-й минуте полёта вторая ступень выполнила третье, 29-секундное включение, а затем, на 207-й минуте полёта — четвёртое, 36-секундное включение двигателя для поднятия орбиты и изменения её наклонения, после чего, спустя 3 часа 34 минуты после старта, на орбите 6000 × 12 000 км, наклонением 42° отделился последний спутник, DSX.
Через шесть часов после старта ракеты-носителя, завершая миссию STP-2 вторая ступень выполнила свою «пассивацию», сбросив остатки топлива из баков.